# 関東取締出役
関東取締出役（かんとうとりしまりしゅつやく、かんとうとりしまりでやく）は、江戸幕府の役職。勘定奉行配下。文化2年（1805年）に設置された。
俗に八州廻り（はっしゅうまわり）、八州取締役とも呼ばれる。

## 概要
江戸時代後期には関八州（上野・下野・常陸・上総・下総・安房・武蔵・相模一円）において無宿人や浪人が増加して治安が悪化していたものの、天領（幕府直轄領）や私領（飛び地、諸大名領、旗本領、寺社領など）が各地に散在していたため広域的な警察活動が難しい状況になっていた。
文化2年（1805年）6月、勘定奉行石川左近将監は、早川八郎右衛門（久喜陣屋）、榊原小兵衛（御影陣屋）、山口鉄五郎（吹上陣屋）、吉川栄左衛門（岩鼻陣屋）の4人の代官に無宿や悪党の取締方について検討するよう命じた。彼らの上申を経て、関東取締出役を代官の手代・手付から2人ずつ選び、計8名で関八州の天領・大名領・旗本領・寺社領などを支配者の区別なく巡回することとなった。文化4年（1807年）には半数の4名が巡回、残り半数の4名が臨時御用のため江戸に待機し、巡回から帰着次第交替することとされた。 
職務内容に対し8人では充分でなかったため、文政9年（1826年）には臨時出役3名が増員され、翌文政10年（1827年）から天保10年（1839年）にかけては定数が10名に増やされている。黒船来航を受け、嘉永7年（1854年）には本役9名に加え臨時取締出役14名の23名となり、さらなる増員により文久2年（1862年）には総勢34名に達した。 
本来の任務は無宿・博徒の逮捕や博奕の取り締まりなど、警察権の行使にあったが、のちに経済的活動やコレラの患者数・治療法調査にも携わっている。天保の飢饉の際は穀物買い占めの取調べや、夫食分以外の米麦の残存状況調査などを行っている。幕末期には前述の臨時取締出役の増員もあり、外国人殺傷事件の犯人や攘夷派浪士の逮捕に貢献している。 
本来、関東取締出役は関八州を支配者の区別なく巡回し警察権を行使する権限があったが、御三家である水戸藩および御三卿領内については、水戸藩領内での逮捕に藩側から苦情が出されるなどの事態が生じたため、立ち入りが敬遠されるようになった。 
関東取締出役は関八州という広大な地域を管轄範囲として巡回する都合上、地元の地理や悪党の容貌に精通した道案内を「岡引（おかっぴき）」として用いた。裏社会に通じている無宿や博徒が「二足のわらじ」を履いて関東取締出役の配下となったが、彼らは権威をかさに着て「ふせぎ」と称する金銭を他の博徒に要求するなどしたため、大きな問題となっていた。
天保10年（1839年）には合戦場宿一件と呼ばれる疑獄事件によって関東取締出役の不正が明るみに出た。この事件では関東取締出役10人、火付盗賊改方2人、普請役4人、御先手2人が重追放・中追放・遠島・江戸払いなどの処分を受けている。
元々、村々では無宿・浪人対策として組合村を結成することで治安維持を行っていたが、文政10年（1827年）2月には関東取締出役の補助組織として寄場組合（改革組合村）の編制が行われ、数十か村の村々が大組合・小組合に編制された。
関東取締出役は身分上足軽格という士分ではありながら比較的下層な身分であるにもかかわらず、江戸の代官所から遠方であることなどから、かなりの権勢を誇っていたようで、本来は町奉行所与力格の持ち物である紫色の房紐の十手を使用したり、上級武士にしか許されない駕籠を乗り廻し大勢の従者を引き連れて村を回るなど弊害も大きかった。そのため、後に駕籠利用の禁止や、着流しではなく股引の着用、手近なところだけではなく各所を巡察すべしなどの命令が出された。俗に「泣く子も黙る」と言われるほど、恐れられた存在であったという。
関東取締出役・改革組合村の編制により関東一円の治安は回復するが、これらの政策に対して村々や諸藩、寺社などの間では反発も存在していた。
関東取締出役の廃止時期については廃止の触がないため不明だが、慶応4年（1868年）正月に「薩賊」取締の廻達、翌2月に同触の高札場などからの取外しの廻達を行っており、その後閏4月以前に廃止されていることが史料上確認できる。最後の関東取締出役の1人、渋谷鷲郎は衝鋒隊に参加し戊辰戦争を戦った。

## 関連作品
- 八州廻り桑山十兵衛〜捕物控ぶらり旅
- あばれ八州御用旅
- 八州犯科帳
- 破れ傘刀舟悪人狩り 第3話 八州狼狩り